# Mór
Mór je mesto na Madžarskem, ki upravno spada pod podregijo Móri Županije Fejér.